# 锦绣路
锦绣路是中华人民共和国上海市浦东新区的一条主干道路，同时也被称为“601县道”（X601）。道路南段为南北走向，北段逐渐转为东西走向。道路南起康桥路，穿过花木街道南部，向北经过世纪公园后转东，东至联洋新社区以东，内环高架路东侧。其东段延长线为锦绣东路（云间路）。

## 轨道交通
上海轨道交通7号线在道路南段与高科西路路口附近设有锦绣路站。上海轨道交通18号线在道路与民生路路口附近设有迎春路站。

## 周边建筑物
- 世纪公园
- 浦东新区图书馆
- 上海科技馆

## 主要交汇道路（由西南向东北）

### 世纪公园南侧（此时道路主要是南北走向）
- 康桥路
- 御桥路
- 华夏西路/中环路
- 高青路
- 绿林路
- 陈春路
- 成山路
- 高科西路
- 前程路
- 龙阳路/内环高架路（南侧）
- 东建路
- 锦和路
- 锦安西路、锦安东路
- 浦建路
- 梅花路
- 花木路

### 世纪公园北侧（此时道路逐渐转为东西走向）
- 世纪大道
- 合欢路
- 民生路
- 长柳路
- 金松路
- 芳甸路
- 紫槐路
- 丁香路、柳杉路
- 罗山路/内环高架路（东侧）